# Arremon castaneiceps
Arremon castaneiceps е вид птица от семейство Овесаркови (Emberizidae). Видът е почти застрашен от изчезване.

## Разпространение
Видът е разпространен в Еквадор, Колумбия и Перу.